# 健康保険証
健康保険証（けんこうほけんしょう、Health Insurance card）とは、かつて、公的医療保険の被保険者に交付されていた、カード型の保険加入証明書類。日本では、後述のように令和6年12月2日以降「資格確認書」として発行され、新規の健康保険証は発行されず、令和7年12月1日までに使用できなくなる予定。

## 概要
又貸しやなりすましなどの悪用防止対策をしている健康保険証には顔写真とICチップの双方がある。逆に、顔写真とICチップの双方が無いために偽造や不正利用しやすいタイプの健康保険証は、なりすましや不正契約防止の観点から身分証明書（本人確認書類）としては健康保険証が使えないまたは使えなくなる。
本人確認書類として、以下のものが使用できる。
- 運転免許証
- 運転経歴証明書 - ※2012年（平成24年）4月1日以降に交付されたもの
- 日本国旅券（パスポート）
- マイナンバーカード
- 障害者手帳
- 在留カード
- 特別永住者証明書などの官公署が発行した免許証・許可証や資格証明書等
- 官公署がその職員に対して発行した身分証明書で本人の写真が貼付されているもの、またはこれらと同等の書類[4]

### 転記ミス・失効番号不正・なりすまし
「日本では、現行の健康保険証では正確な本人確認が困難であるため、誤りや不正使用が毎年約500-600万件発生しており、その処理には毎年約1000億円ほど費やされている。」という話がよく上がる事がある。この話は「研究報告書（概要版）」の引用であり、この根拠となる「研究報告書（紙媒体）」には、「多くは単純な保険証の番号の間違いである」「その中には資格停止後の保険証の利用も少なくない。」となっている。前者は、保険証確認した医療機関による誤転記ミスのケース、後者は医療機関は正確に番号を転記したものの、保険資格停止されている保険証を提示した利用者側の不正行為のケースを意味する
。

#### 健康保険証の不正使用問題
後者の事例として、転職や退職時に保険証の返却義務を守らない者により、すでに失効した古い記載内容の保険証を用いる不正使用問題で、医療機関から保険者に提出される診療報酬明細書（レセプト）が返戻される件数は毎月平均17万件以上発生し、年間で1000万円を超える損害が出ている健保組合がある。すでに失効した保険証を使用し又貸しやなりすましなどの不正使用することは詐欺罪となる。
更に失効した健康保険証の不正使用は、医療機関が保険者に対して医療費を請求しても誤りとされたり、医療費が未払いになったりすることから、過剰処方の防止・膨大化した医療費抑制・医療の効率化という日本の公的医療保険制度の適正かつ効率的な運営を図るため、2021年10月からマイナンバーカードのICチップ(電子証明書)を用いた「マイナ保険証」が導入されることとなった。2024年12月1日に、紙やプラスチックだけの旧来の健康保険証は発行が停止された。

## ヨーロッパ
ヨーロッパにおいては欧州経済領域（EEA）各国共通で使える欧州健康保険カード（EHIC）も普及している。
- ドイツでは保険者は複数制であり、複数のカードが存在する。2012年に保険証のICカード化が完了している（de:Krankenversicherungskarte）[17]。
- フランスでは、IC化されたヴィタルカード（Carte Vitale）が保険証に用いられている。(フランスの医療)
- イタリアでは、公的医療の受給にSSN（Servizio Sanitario Nazionale）カードが用いられている。
- フィンランドでは、社会保険機構（KELA）が無料で全フィンランド居住者にKela cardを発行している[18]。(フィンランドの医療)
- ベルギーでは、SISカードというICカードが保険証となっている。(ベルギーの医療)
- イギリス UK Global Health Insurance Card(イギリスの医療)

欧州健康保険カード（ドイツ版。）
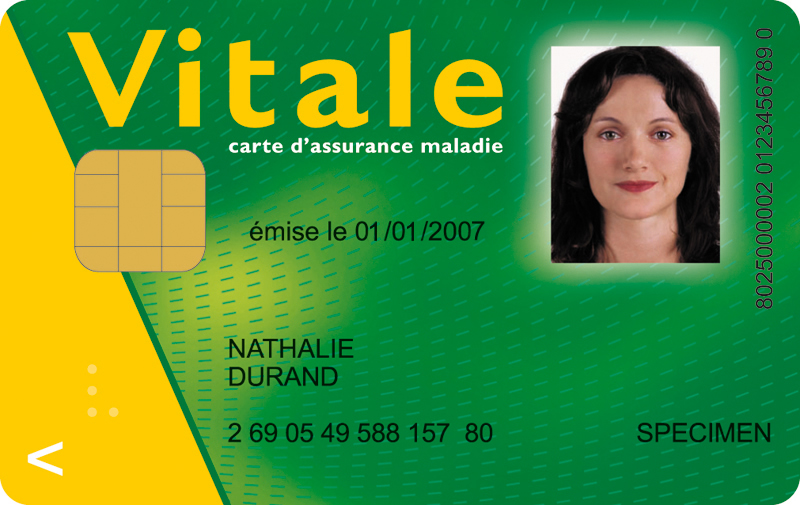
フランスのCarte Vitale 2
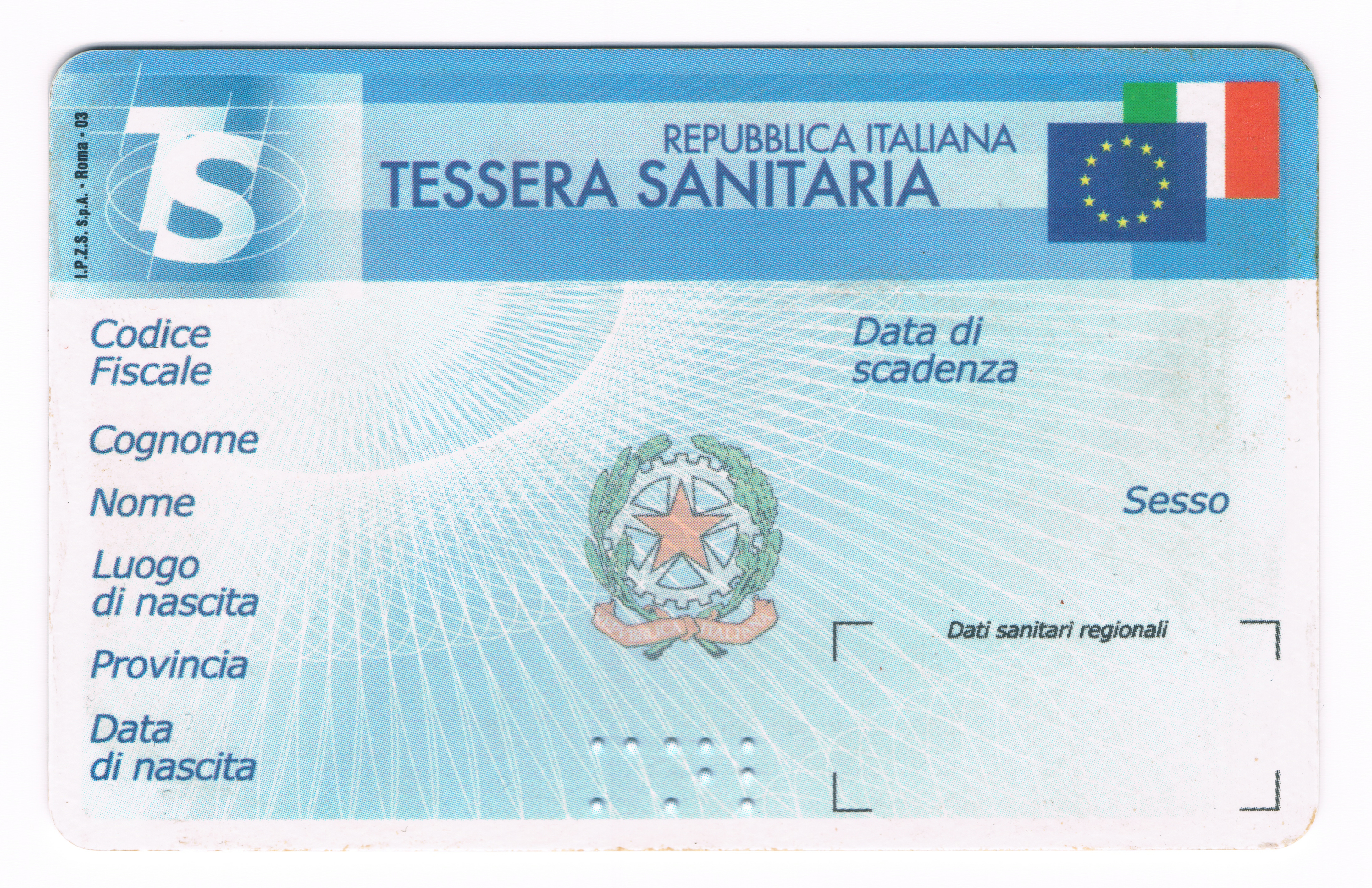
イタリアのSSNカード
ドイツの保険証
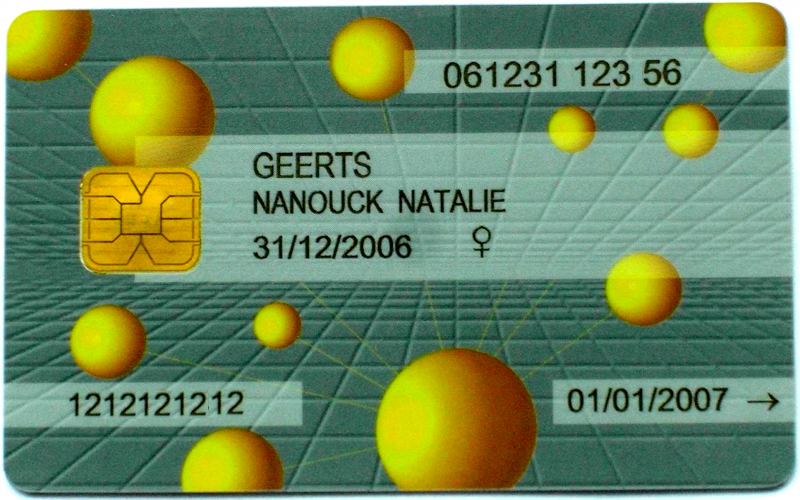
ベルギーSISカード

## アメリカ州

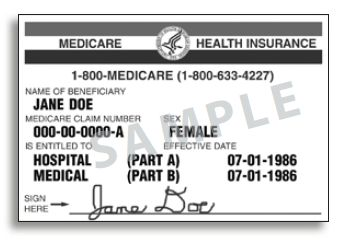
米国メディケアカードの例

- アメリカではユニバーサルヘルスケアは実現されていない。公的医療保険の一部にはメディケアなどがある。
- カナダにおいては州単位で医療計画が行われ、各州ごとに保険証が発行される。

## アジア

### ベトナム
2018年にベトナム政府は、他人の保険証を使用したなりすまし受診防止のため、2020年までに保険証を電子化すると発表した。

### 台湾

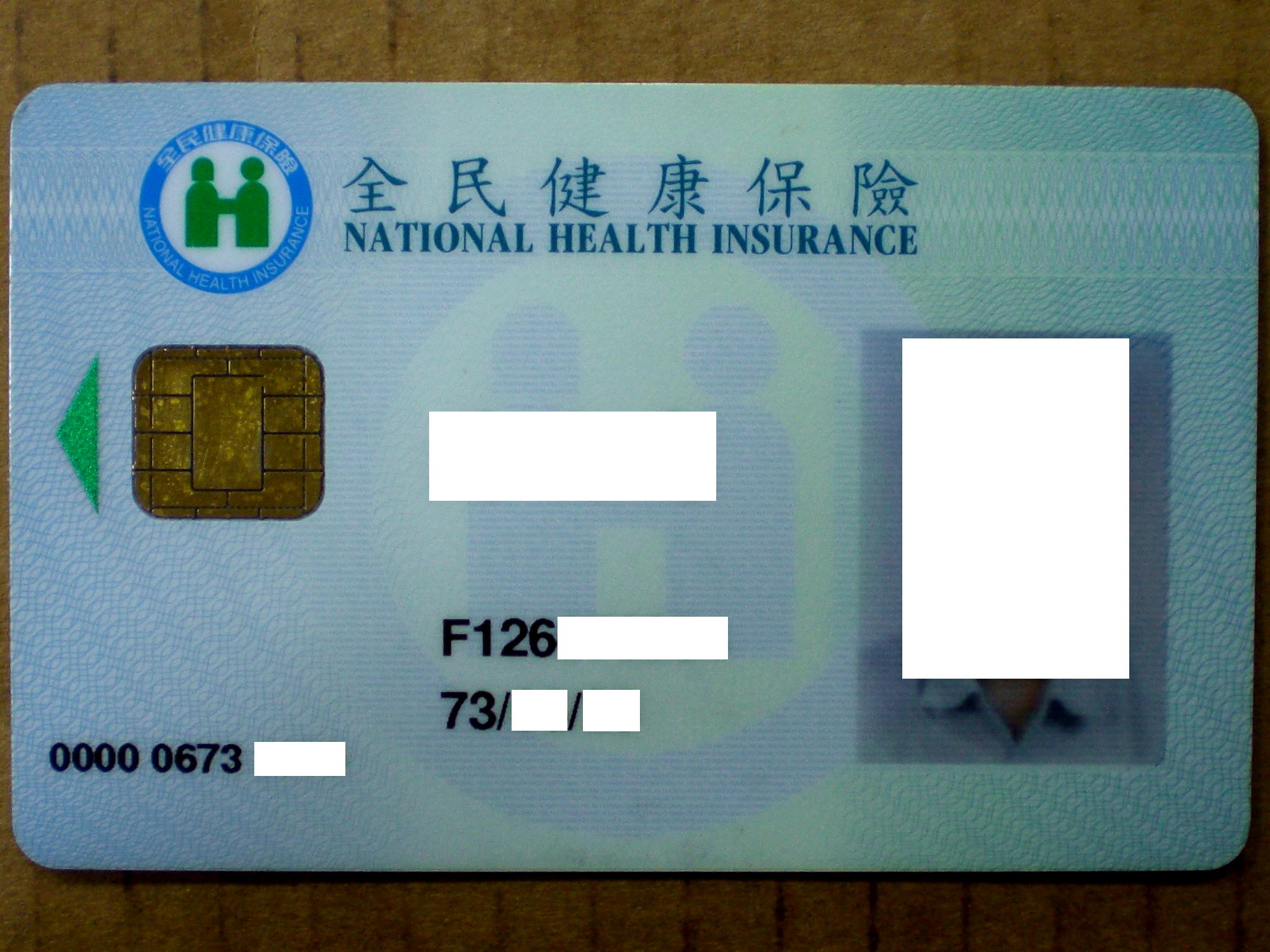
台湾のIC保険証(全民健康保険ICカード)

- 台湾では健康保険証はICカード化されており、名前、生年月日とIDナンバーが券面に記載されているほか、個人の資料を格納したICチップが埋め込まれている。そのため、銀行などての身分証明書としても使用可能である[20]。IDオンラインでの国民健康保険請求率は2006年時点で99.98%に達する。
- IC健康保険証と医療情報クラウド共有システムによって、国民健康保険の不正の検出が容易になったことで、2013年から2019年の間だけで削減に成功した薬費支出は推定74億台湾ドル（約270億円）、検査費用支出は26億台湾ドル（約95億円）である[20]。
- 2020年7月、台湾政府が経済の立て直しのために国民の消費行動促進目的で中華民国国籍(台湾国民)と「在留資格を持つ外国人配偶者」を対象発行した「振興三倍券」の郵便局やコンビニでの発行&受け取りにも、健康保険証が用いられた[20]。
- 新型コロナのマスク不足の際には購入時にIC保険証確認が義務づけることで活用された[20]。

### 日本
日本では、公的医療保険の被保険者となった場合、その者に「被保険者証」（一般的には保険証と呼ばれる）が加入している保険者（市町村国民健康保険、全国健康保険協会、健康保険組合など）から交付される。1人1枚で、被保険者が被扶養者を有する場合は被扶養者についても各人に保険証が交付される。多くの保険者ではクレジットカードサイズ（縦54ミリ、横86ミリ）の大きさのものを作成している。保険証は保険者ごとに交付するため、退職・転居などで従前の被保険者資格を失った場合、保険証は失効となり、速やかに保険証を保険者へ返還しなければならない（健康保険法施行規則第51条）。
全国健康保険協会（協会けんぽ）の場合、保険証の即日交付に対応しておらず、被保険者の資格取得から保険証の交付まで通常1～2週間かかる。この間の医療機関の受診等の必要に対応するため、被保険者又は事業主の求めにより、厚生労働大臣（日本年金機構に事務委任）から被保険者資格証明書が交付される（健康保険法施行規則第50条の2）。資格証明書を医療機関の窓口で提示することで、保険証と同様の効力がある。資格証明書の有効期限は、原則として交付日から20日以内である。保険証が交付されれば、あるいは資格証明書の有効期限が到来した場合は、資格証明書は直ちに返還しなければならない。なお協会けんぽの場合、保険証の交付は原則として事業主経由で交付されるが（健康保険法施行規則第47条3項）、被保険者が任意継続被保険者である場合（健康保険法施行規則第47条3項但書）及び保険者が支障がないと認めるとき（テレワーク等。令和3年8月13日保発0813第1号）は、保険者が被保険者に直接送付することができる。
国民健康保険や後期高齢者医療制度の場合、有効期限が到来した保険証について、かつては国民健康保険法施行規則第7条の2第2項の規定により、市区町村の窓口に出向いて返還しなければならなかった。しかし、多くの地方自治体で被保険者自身での保険証の破棄を認めていることや医療機関の窓口で有効期限などのチェックを行っているため、不正使用などの恐れが無いことから、総務省と厚生労働省は2021年から国民健康保険被保険者証と高齢受給者証、後期高齢者医療被保険者証の被保険者自身での破棄を容認することになった。なお、特別の事情がないのに1年以上保険料の納付を滞納すると保険証を返還しなければならない。この場合、代わりに被保険者資格証明書がその者に交付される。協会けんぽでの資格証明書と異なり、医療機関の窓口でかかった医療費の全額を支払う（特別療養費）。その後に保険者に申し出ることで一部負担金（原則3割）を控除した相当額が払い戻される（実務上は、未払いの保険料があれば払戻額と相殺される）。
小学校では学生証が交付されないことも多いため、小学生が学生割引を受けるための手段として保険証が用いられることもある。

#### なりすましなどの悪用や誤り対策・マイナ保険証の導入と統一
日本の従来の健康保険証では他人への又貸しを含む悪用が多発している。そして、保険情報の誤りや不正使用は、2003年時点で年間600万件、その処理のための経費は約1000億円という莫大な追加費用がかかっている。社会保障カードを健康保険証として利用できることが構想されていたが、実現するには至らなかった。その後、2013年にマイナンバー制度が成立し、マイナンバーカードを健康保険証として利用できるようにする方針が検討され、決定。2021年10月20日から、いわゆる「マイナ保険証」が開始された。
マイナンバーカードによる保険資格の確認は、カードのICチップ内に搭載されている利用者証明用電子証明書を用いて、「オンライン資格確認等システム」（社会保険診療報酬支払基金と国民健康保険中央会が運営）へ照会する仕組み。＊被保険者証の廃止
2022年6月7日 - 「経済財政運営と改革の基本方針2022」（骨太方針2022）において、顔写真が無い現行の健康保険証を廃止し、マイナ保険証へ移行する方針が決定した。
2022年6月7日 - 「経済財政運営と改革の基本方針2022」（骨太方針2022）において、顔写真が無い現行の健康保険証を廃止し、マイナ保険証へ移行する方針が決定した。
2022年10月13日 - 河野太郎デジタル大臣から2024年秋に現行の健康保険証を廃止する旨が発表された。
2023年6月2日、第2次岸田内閣_(改造)における第211回国会にて「行政手続における特定の個人を識別するための番号の利用等に関する法律等の一部を改正する法律」が可決成立。左記はいわゆる「束ね法案」であり、この中でマイナンバー法および医療保険各法が改正。医療保険各法から被保険者証の発行に関する条文が削除され、「資格証明書」の提供に関する条文が設けられた。同法は、公布から1年6か月以内（2024年12月まで）に施行することと定められている。

#### 旧来の保険証の問題・冷静な分析報道欠如批判
国民健康保険の赤字額は赤字分は公費(税金)で穴埋めしており、無保険者による健康保険の不正利用が日本で問題になっている。医療機関や地方自治体側も基本的に名前と性別で判断しなければならない現行の保険証では本人確認が困難なために、国民健康保険に加入している家族や知人の保険証でなりすましされると、加入者本人かの識別が出来ない。
2003年時点で、保険情報の誤りや不正使用は、全国で年間600万件もあり、毎年約1000億円を越える処理経費がかかっている。平成28年度(2016)の国民健康保険被保険者総数は3013万人である。そして、平成19年度(2007年)比で外国人は15万人増え、99万人（3.3％）である。国保全体の被保険者は減少しているのに、外国人が占める割合は逆に1.8倍も増えている。外国人の国保悪用について、地方自治体の担当者は、「医療目的の入国」という国保加入禁止要件に該当が疑われるようなケースでも「入国前に日本の医療機関へ入院予約しているなどの確たる証拠がない限り『あなたは入国目的が違うのではないか』と言いづらい」と内情を明かしている。平成26年に不法滞在が発覚したベトナム人女性のケースでは、妹(在日ベトナム人)の国民健康保険証の利用でなりすましし、2年以上で総額1000万円以上のHIV（エイズウイルス）治療を受けていた。　
日本における健康保険や保険証の不正問題は、「なりすまし受診」だけでなく、高額療養費制度や出産一時金も標的になっている。訪日観光客が、在日外国人から健康保険証を貸し借りする不正使用も報道されている。20年以上日本に住む中国人男性は、在日外国人による知人の保険証を用いたなりすまし受診は昔からよくあることとの実情を語っている。そして、中国では日本の高額医療費制度という低額の自己負担でオプジーボを含む高額医療を受けられる制度を狙ったタダ乗り医療目的訪日ツアーも組まれている。国民健康保険加入者に対する出産育児一時金も不正の対象になっている。例として、2016年の荒川区では、出産育児一時金は304件で1億2700万円が支払われている。しかし、304件のうち168人のみが日本人で、残りの約5割が外国人と人口比で異様な数字となっている。国民健康保険制度では、海外で出産した場合でも一時金受給権を与えている。そして、荒川区では2016年度は更に49件の外国人を含む国民健康保険加盟者による海外出産へ一時金が支払われた。国別では、アメリカ(での出産)1件。タイ1件、オーストラリア2件、ベトナム7件。そして、最多は中国であり、内訳の63%を占めている。
日本経済新聞は、2018年の社説にて現行の保険証が正確な本人確認が困難であることを悪用した外国人を含む無保険者による国民健康保険タダ乗りが日本の社会問題になっていることに触れ、これらの不正を防止するために、マイナンバーカードへの保険証の統一を「(不正阻止の)決め手」として支持している。そのため、日本政府が2021年春からマイナンバカードを用いた本人確認を順次始めるとしていることに対して、「悠長に過ぎる」と批判し、「マイナンバーカードと保険証の一体化」を急ぐように求めた。
30年以上前から密入国し、「日本人男性名義」になりすましていた中国人が、「40代の日本人男性名義」の健康保険証を使って、2018年11月16日～20年10月20日に国民健康保険を不正使用したことで詐欺罪で2022年に逮捕されている。発覚のきっかけは、「日本人に成り済まして生活している中国人がいる」との通報があり、捜査が行われたからであった。
2024年1月12日、千葉県警察松戸東警察署は、他人の健康保険証で歯科治療を受けた無職男性 (56) を逮捕した。
2023年6月の石川智久日本総合研究所上席主任研究員によると、現行の保険証では不正使用や誤りが年間約500万件も起きており、その対処に1000億円ほど要している。そのため、石川は日本のマスコミが現行の保険証の問題に触れずにマイナ保険証批判報道ばかりであることを批判し、現行制度の問題点、マイナ保険証との将来的な財政コストと効率性の比較、冷静な分析をするといったバランスの取れた報道をするべきと指摘している。

## オセアニア
- オーストラリア- Medicare card(保険証)。課税収入の1.5％を原資とした公費負担医療メディケア（Medicare）が実施されており、日本のような社会保険料徴収・公的社会保険制度は存在しない 。公費負担医療メディケアの加入対象者はオーストラリアの永住権保持者、市民権保持者、永住権申請中の者である。基本的に公立病院のみ無料である。代わりに公立病院で外来の予約は数週間から数か月待ち、手術も数か月後待ちとなっている[37]。
- ニュージーランド-日本のような社会保険料や公的保険制度は存在せず、一般税収で徴収された税金から運営される官民混合システムの医療制度となっている。外国人は出国前に海外旅行傷害保険に加入するか、ニュージーランド国内で任意の民間医療保険に加入するかを選択する[38]。